# Bristol City Football Club 2019-2020
Questa voce raccoglie le informazioni riguardanti il Bristol City Football Club nelle competizioni ufficiali della stagione 2019-2020.

## Maglie e sponsor
| Casa | Trasferta |

Sponsor ufficiale: Duner
Fornitore tecnico: Bristol Sport

## Rosa
Aggiornata al 24 febbraio 2020.
| N. |                        | Ruolo | Calciatore       |
| -- | ---------------------- | ----- | ---------------- |
| 1  | Inghilterra (bandiera) | P     | Daniel Bentley   |
| 2  | Inghilterra (bandiera) | D     | Jack Hunt        |
| 3  | Inghilterra (bandiera) | D     | Jay Dasilva      |
| 4  | Ungheria (bandiera)    | C     | Ádám Nagy        |
| 6  | Inghilterra (bandiera) | D     | Nathan Baker     |
| 7  | Inghilterra (bandiera) | C     | Korey Smith      |
| 8  | Norvegia (bandiera)    | C     | Markus Henriksen |
| 9  | Senegal (bandiera)     | A     | Famara Diedhiou  |
| 11 | Irlanda (bandiera)     | C     | Callum O'Dowda   |
| 12 | Inghilterra (bandiera) | C     | Liam Walsh       |
| 13 | Irlanda (bandiera)     | P     | Rene Gilmartin   |
| 14 | Austria (bandiera)     | A     | Andreas Weimann  |
| 15 | Galles (bandiera)      | C     | Marley Watkins   |
| 17 | Inghilterra (bandiera) | C     | Sammie Szmodics  |

| N. |                         | Ruolo | Calciatore        |
| -- | ----------------------- | ----- | ----------------- |
| 19 | Svezia (bandiera)       | C     | Niclas Eliasson   |
| 20 | Inghilterra (bandiera)  | A     | Jamie Paterson    |
| 21 | Bermuda (bandiera)      | A     | Nahki Wells       |
| 22 | Rep. Ceca (bandiera)    | D     | Tomáš Kalas       |
| 25 | Inghilterra (bandiera)  | C     | Tommy Rowe        |
| 26 | Inghilterra (bandiera)  | D     | Zak Vyner         |
| 29 | Galles (bandiera)       | D     | Ashley Williams   |
| 31 | Croazia (bandiera)      | D     | Filip Benković    |
| 32 | Portogallo (bandiera)   | D     | Pedro Pereira     |
| 33 | Finlandia (bandiera)    | P     | Niki Mäenpää      |
| 38 | Ghana (bandiera)        | P     | Joe Wollacott     |
| 40 | RD del Congo (bandiera) | A     | Benik Afobe       |
| 42 | Francia (bandiera)      | C     | Han-Noah Massengo |
| 45 | Inghilterra (bandiera)  | C     | Kasey Palmer      |